# Í Blóði og anda
Í Blóði og anda è il primo album in studio del gruppo black metal islandese Sólstafir, pubblicato nel 2002.

## Tracce
1. Undir jökli – 4:36
2. Í Blóði og anda – 4:30
3. The Underworld Song – 4:20
4. Tormentor – 2:02
5. 2000 Ár – 4:17
6. Ei við munum iðrast – 9:04
7. Bitch in Black – 8:28
8. Í Víking – 9:03
9. Árstíðir dauðans – 10:33